# Gymnotheca
Gymnotheca, biljni rod iz porodice saururusovki kojemu pripadaju dvije vrste zeljastog stolonifernog bilja u Kini i Vijetnamu, jedna je kineski endem iz Sichuana.
Narastu najviše do 65 ili 70 centimetara visine; cvjetovi maleni, bijeli.

## Vrste
1. Gymnotheca chinensis Decne.
2. Gymnotheca involucrata C.Pei, endem iz Sichuana.